# Acero eléctrico

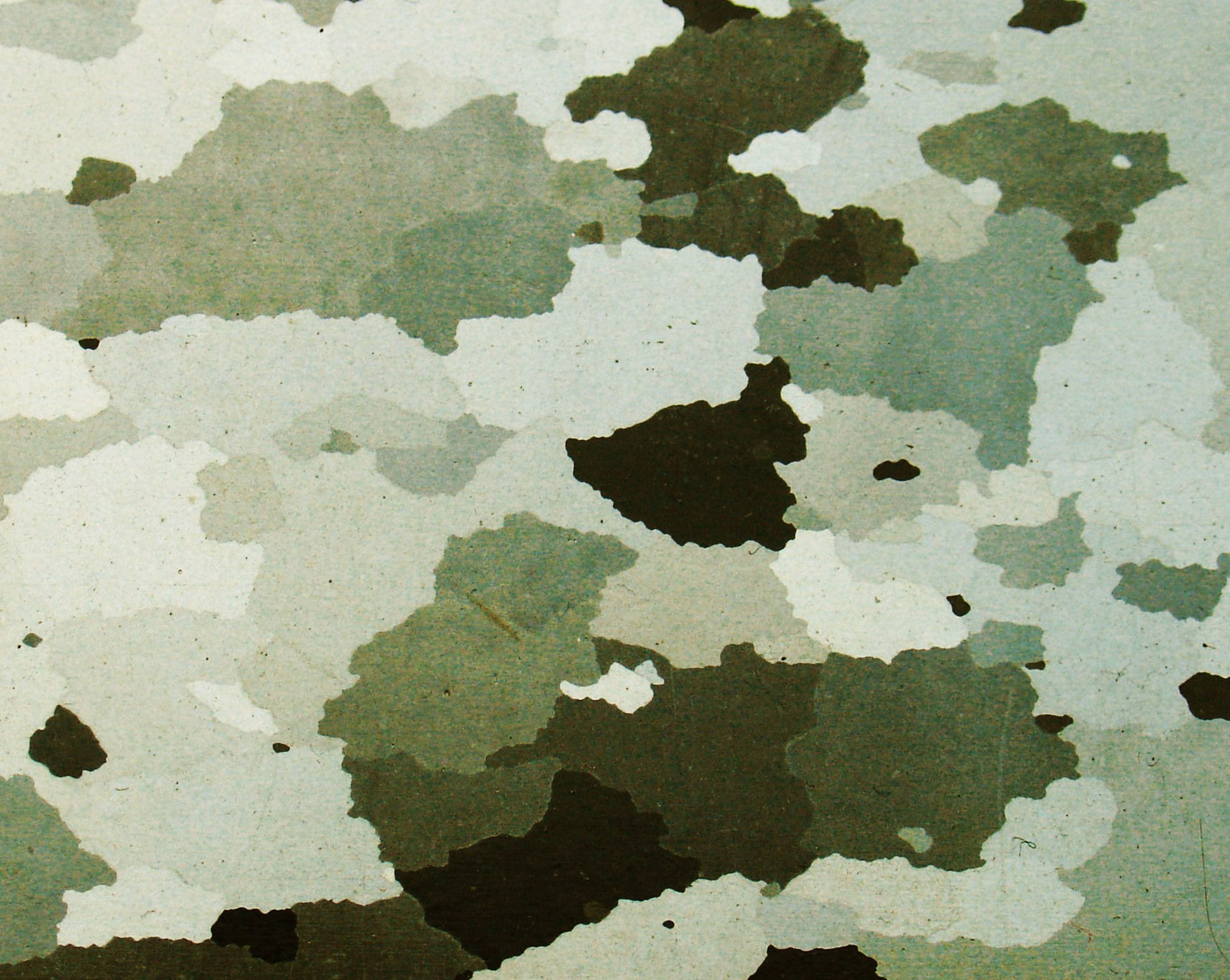
Acero eléctrico de grano orientado sin recubrimiento que muestre la estructura policristalina.

El acero eléctrico, también llamado acero magnético, acero al silicio, o acero para transformadores, es un acero especial fabricado para poseer determinadas propiedades magnéticas, tales como una zona de histéresis pequeña (poca disipación de energía por ciclo), que equivale a bajas pérdidas en el núcleo y una alta permeabilidad magnética.
El material se fabríca habitualmente en forma de chapas laminadas en frío de 2 mm de espesor o menos. Estas chapas se apilan y una vez reunidas, forman los núcleos de transformadores o de estatores y rotores de motores eléctricos. Las láminas se pueden cortar a su forma final mediante troquelado; para cantidades pequeñas, el material se puede cortar con láser o por electroerosión.

## Metalurgia
El acero eléctrico es una aleación de hierro con un contenido de silicio que varía de cero a 6,5% (Si:5Fe). El silicio aumenta significativamente la resistencia eléctrica del acero, lo que disminuye las corrientes de Foucault inducidas por el campo magnético y por lo tanto reduce las pérdidas en el núcleo. Se pueden añadir también manganeso y aluminio hasta en una proporción de 0,5%.
Sin embargo, la estructura del grano así logrado aumenta tanto la dureza como la fragilidad del metal, lo cual trae desventajas durante la laminación. Durante el proceso de aleación, los niveles de concentración de carbono, azufre, oxígeno y nitrógeno deben mantenerse bajos, ya que estos elementos elevan la presencia de carburos, sulfuros, óxidos y nitruros. La presencia de estos compuestos, aun en partículas tan pequeñas como un micrómetro de diámetro, aumenta las pérdidas por histéresis mientras que reduce la permeabilidad magnética. El carbono tiene un efecto más perjudicial que el azufre y el oxígeno, pues provoca una gradual reducción de las propiedades magnéticas al precipitar en forma de carburos, lo que a su vez resulta en un aumento de las pérdidas en el material. Por estas razones, el nivel de carbono se debe mantener en 0,005% o menos. Para reducirlo, se puede recocer el acero en un ambiente descarbonizante, por ejemplo, rico en hidrógeno.

## Propiedades físicas
(valores típicos para un contenido de silicio ~3,1%)
- Punto de fusión: ~ 1500 °C[1]
- Densidad: 7650 kg/m³
- Resistividad: 47,2 × 10-8 Ω·m

## Orientación del grano
Hay dos tipos principales de acero eléctrico: con grano orientado y no orientado.
Los aceros eléctricos de grano orientado normalmente tienen un nivel de 3% de silicio (Si:11Fe). Es procesado de tal manera que las propiedades óptimas se desarrollan en la dirección de la laminación, debido a un control estricto de la orientación de los cristales con respecto a la lámina. Debido a la orientación especial, la densidad de flujo magnético se incrementa en un 30% en la dirección de laminación, aunque su punto de saturación magnética se reduce en un 5%. Se utiliza para fabricar núcleos de transformadores de alta eficiencia y electroimanes.
El acero eléctrico no orientado por lo general tiene un nivel de silicio de 2 a 3,5% y tiene propiedades magnéticas isotrópicas, esto es, similares en todas las direcciones, por lo cual es menos costoso y es apropiado para su utilización en aplicaciones donde la dirección del flujo magnético no es rectilínea, mayormente en construcciones con simetría cilíndrica (máquinas eléctricas rotantes). También se utiliza cuando la eficiencia es menos importante o cuando la geometría de construcción no deja espacio suficiente para alinear apropiadamente los componentes y así aprovechar las propiedades anisotrópicas de las chapas eléctricas de grano orientado.

## Revestimiento
El acero eléctrico suele ser recubierto para aumentar la resistencia eléctrica entre las láminas, para proporcionar resistencia a la corrosión u oxidación y lubricación durante el corte. Existen varios revestimientos, tanto orgánicos como inorgánicos y su utilización depende de la aplicación del acero. El tipo de recubrimiento seleccionado depende del tipo de tratamiento térmico de las láminas, de si la aplicación incluye inmersión en aceite y de la temperatura de trabajo del aparato. La práctica tradicional consistía en aislar cada lámina con una capa de papel o de barniz, pero esto reduce el factor de apilamiento del núcleo, limitando la temperatura máxima de operación del núcleo.

## Propiedades magnéticas
La permeabilidad relativa típica (μr) del acero eléctrico es 4,000 veces la permeabilidad del vació.
Las propiedades magnéticas del acero eléctrico dependen del tratamiento térmico, puesto que el aumento del tamaño medio de los cristales disminuye las pérdidas por histéresis. Las pérdidas por histéresis se determinan mediante una prueba estándar y para los grados comúnmente disponibles de acero eléctrico, pueden variar de 2 a 10 vatios por kilogramo para una frecuencia de 60 Hz y un flujo magnético de 1,5 teslas. Existen también aceros eléctricos semielaborados, los cuales son entregados en un estado tal que, después de darle a las chapas la forma final mediante troquelado, un posterior y último tratamiento térmico desarrolla el tamaño de grano deseado de 150 micrómetros. Los aceros totalmente elaborados generalmente se entregan con revestimiento aislante, tratamiento térmico completo, y propiedades magnéticas definidas, para aplicaciones donde la operación de troquelado no degrada significativamente las propiedades del material. Una curvatura excesiva, un tratamiento térmico incorrecto, o incluso una manipulación o almacenaje incorrectos del acero pueden afectar negativamente a las propiedades magnéticas y aumentar el ruido debido a la magnetostricción.

## Acero amorfo
Para ciertos tipos de transformadores se utilizan núcleos de acero amorfo más sencillo de conseguir . Este material es un metal amorfo que se prepara vertiendo la aleación de acero fundido en un enfriador rotativo, que enfría el metal tan rápidamente (a una tasa de alrededor de un megakelvin por segundo) que los cristales no tienen tiempo de formarse. En los transformadores con núcleo de metal amorfo, las pérdidas debido al material del núcleo llegan a ser de tan sólo un tercio de las que ocurren en los núcleos de acero convencional. Sin embargo, su alto costo (aproximadamente el doble que el del acero convencional) y sus desventajosas propiedades mecánicas hacen que el uso del acero amorfo sea rentable sólo para determinados tipos de transformadores de distribución.

## Estados Unidos
En los EE. UU., en la década de 2020, solamente Cleveland-Cliffs fabricaba acero eléctrico de grano orientado.